# 엑설런트 어드벤쳐 2
《엑설런트 어드벤쳐 2》(Bill & Ted's Bogus Journey)는 미국에서 제작된 피터 휴잇 감독의 1991년 모험, 코미디, 판타지, SF 영화이다. 키아누 리브스 등이 주연으로 출연하였고 스콧 크루프 등이 제작에 참여하였다.

## 줄거리
와일드 스탤리언스의 음악은 유토피아적 미래 사회를 만들었다. 2691년, 전직 체육 교사에서 테러리스트가 된 척 드 노몰로스는 빌 앤 테드 대학교를 공격하여 시간 여행 전화 부스를 훔치고, 자신이 어리석고 경박하다고 여기는 사회의 역사를 바꾸기 위해 빌과 테드의 사악한 로봇 복제품을 20세기 후반으로 보내어 오리지널들이 샌디마스 밴드 배틀에서 우승하는 것을 막으려 한다. 루퍼스는 드 노몰로스를 막으려 하지만 시간의 회로 속으로 사라진 것처럼 보인다.
현재, 와일드 스탤리언스는 다가오는 밴드 배틀 오디션을 보고 있다. 빌과 테드의 현재 여자친구이자 전 15세기 공주였던 조안나와 엘리자베스는 능숙한 음악가가 되었지만, 듀오 자신들은 여전히 서투르다. 그럼에도 불구하고, 주최자인 워드로 양은 그들에게 마지막 순서로 대회 출전 기회를 보장하며, 우승하면 음반 계약과 25,000달러의 상금을 받게 될 것이라고 알려준다. 파티 후, 듀오는 사악한 로봇들이 미래에서 도착하는 순간 여자친구들에게 청혼한다. 인간 듀오를 바스케즈 록스로 유인하여 절벽에서 떨어뜨려 죽인 후, 로봇들은 빌과 테드의 궁극적인 명성뿐만 아니라 약혼녀들과의 관계도 망치기 시작한다.
사후 세계에서, 빌과 테드의 영혼은 죽음의 신을 만나는데, 그는 그들의 영혼을 걸고 게임을 할 수 있다고 말하지만, 아무도 이긴 적이 없다고 경고한다. 빌과 테드는 죽음에게 "멜빈"을 준 후 탈출한다. 테드의 아버지와 부관에게 빙의하여 경찰에 연락하려 했지만 실패했고, 미시가 주최한 교령회에서 도움을 구하려 한 다음 시도는 그들을 지옥으로 보내는 것으로 끝난다. 사탄에게 고통받고 자신의 두려움에 직면해야 했던 듀오는 유일한 탈출구가 죽음의 제안을 받아들이는 것임을 깨닫는다. 그러자 죽음의 신이 나타나 그들이 게임을 선택할 수 있게 한다. 죽음의 신의 실망에도 불구하고, 그들은 배틀십, 클루, 일렉트릭 풋볼, 트위스터와 같은 현대 게임을 선택하고 매번 그를 이긴다. 마침내 그는 마지못해 양보하며, 자신을 그들의 명령에 복종시킨다.
드 노몰로스의 사악한 로봇들에 맞설 좋은 로봇들을 만들어야 한다는 것을 깨달은 죽음의 신은 두 사람을 천국으로 안내한다. 신은 그들을 "스테이션"이라는 외계인 듀오에게 인도하고, 그들은 기꺼이 돕겠다고 동의한다. 밴드 배틀 전야에 빌과 테드는 다시 살아난다. 빌더스 엠포리엄 상점에서 물품을 확보한 두 스테이션은 서로에게 달려들어 합쳐져 하나의 거대한 존재를 형성하고, 그들은 콘서트로 급히 돌아가는 밴 차량 뒤에서 빌과 테드의 선한 로봇 버전을 제작한다. 다른 곳에서는 사악한 로봇들이 여자들을 납치하여 밴드 배틀 무대 높이 묶어두고, 피날레에서 그들을 떨어뜨려 죽일 작정한다.
빌과 테드는 사악한 로봇들이 무대에 오르는 순간 도착한다. 선한 로봇들은 사악한 로봇들을 쉽게 물리치고 조안나와 엘리자베스는 밧줄이 끊어지기 전에 스테이션에 의해 내려진다. 드 노몰로스는 시간 부스에 나타나 직접 빌과 테드를 죽이려 하고, 방송 장비를 장악하여 그들의 대결을 전 세계에 생중계한다. 빌과 테드는 대결 후 시간을 거슬러 올라가 드 노몰로스가 현재에 붙잡히도록 사건을 조작할 수 있다는 것을 추론한다. 드 노몰로스도 따라하려 하지만, 듀오는 승자만이 돌아갈 수 있다고 설명하며 상황을 역전시킨다. 드 노몰로스가 죽음의 신에게 "멜빈"을 당하고 테드의 아버지 로건 대위에게 체포된 후, 워드로 양은 자신이 변장한 루퍼스임을 밝히고 그들에게 무대를 넘겨준다.
그들의 서투름을 인정하며, 듀오는 시간 부스를 사용하기로 결정한다. 그들은 16개월간의 강렬한 기타 훈련과 2주간의 신혼여행을 마친 후 어린 자녀들을 포함한 가족과 함께 즉시 강당으로 돌아온다. 죽음의 신, 스테이션, 그리고 선한 로봇들과 함께 무대에 선 와일드 스탤리언스는 드 노몰로스의 방송이 계속되는 가운데 멋진 록 발라드를 연주하며, 그들의 음악을 전 세계에 방송하고 조화를 이룬다. 승리한 와일드 스탤리언스는 명성의 많은 특혜를 누리며 그들의 운명을 완수하고 음악으로 유토피아 사회를 만들며, 결국 그들의 공연을 화성으로 가져간다.

## 출연

### 주연
- 키아누 리브스
- 알렉스 윈터
- 윌리암 새들러
- 조스 아클랜드
- 팜 그리어
- 조지 칼린

### 조연
- 할 랜든 주니어
- 에이미 스톡-포인튼
- 짐 마틴
- 셸시 로스
- 사라 트리거

## 기타
- 공동제작: 에드 솔로몬
- 공동제작: 크리스 매디슨
- 공동제작: 어윈 스토프
- 공동제작: 폴 애론
- 미술: 데이비드 L. 스니더
- 특수효과: 리처드 유리치
- 특수효과: 그레고리 L. 맥머리
- 특수효과: 케빈 야거
- 의상: 마리 프랑스